# Гетманы Речи Посполитой

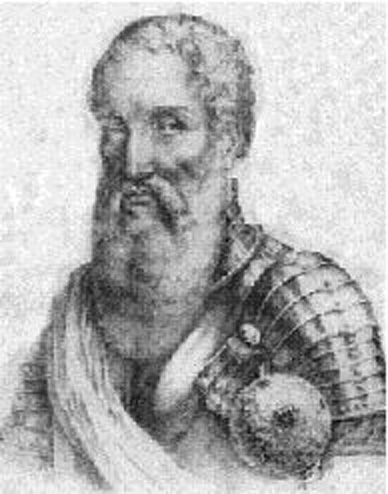
Ян Амор Тарновский, первый польский гетман.

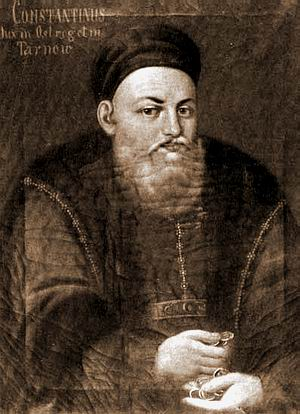
Константин Острожский — первый великий гетман литовский

Ге́тман в Речи Посполитой — должностное лицо в Королевстве Польском, Великом княжестве Литовском и Русском, позже в Польско-литовской республике, командующий армией.
Польские гетманы явились, в XVI столетии, при польском короле Сигизмунде I, как постоянные главные начальники наёмного войска. Ян Тарновский был первым постоянным гетманом в Польше. В другом источнике сказано что польские гетманы впервые упоминаются в истории в конце XIV столетия когда, после соединения Литвы с Польшею, для управления населением соединённого государства были учреждены, на правах королевских наместников, три гетмана: польский, литовский и русский. А слово «Гетман» производят обыкновенно от немецкого Хауптман (Hauptmann).

## История
Польские гетманы впервые упоминаются в истории в конце XIV столетия когда, после соединения Литвы с Польшею, для управления населением соединённого государства были учреждены, на правах королевских наместников, три гетмана: польский, литовский и русский. Все они избирались шляхетством и утверждались польским королем, а резиденцией русского гетмана был город Черкасы.
В роли постоянного главного начальника наёмного войска, которое раньше находилось в ведении местного генерального старосты, гетманы появляются в XVI столетии.  
Должность гетмана в Великом княжестве Литовском и Русском была учреждена в 1497 году, в Польском королевстве — в 1503 году. Первоначально она была временной — военачальники назначались гетманами только на период боевых действий. С 1581 года должность великого гетмана коронного стала постоянной, а с 1585 года гетман не мог быть освобождён от должности иначе как за доказанную измену. Гетманы являлись командующими армии и подчинялись только королю. Вознаграждения за работу из казны гетманы не получали.
С XVI столетия в Речи Посполитой существовало четыре гетманских должности: гетман великий литовский, гетман польный литовский (должность учреждена в 1521 году), гетман великий коронный и гетман польный коронный (должность учреждена в 1529 году). Такое деление было обычным для государственного устройства Речи Посполитой. Существовал целый ряд менее значимых должностей, разделённых аналогичным образом на великих и польных (в значении «полевых»), а также на литовских и коронных.
При совместных военных действиях коронной и литовской армий великий гетман литовский обычно считался главным среди прочих гетманов и являлся командующим объединёнными силами. Польные гетманы иногда неофициально назывались «граничными гетманами», поскольку они нередко командовали пограничными гарнизонами. Некоторое время также существовала должность надворного гетмана (командира королевской гвардии), однако она никогда не была значительной и была ликвидирована в правление Стефана Батория.

## Полномочия
Каждый гетман получал церемониальную гетманскую булаву в качестве символа своей должности. Также она добавлялась в его герб. Права и обязанности гетманов были закреплены в 1527 году в Акте номинации для Яна Тарновского. Они включали в себя:
- планирование и ведение военных действий;
- вербовку солдат и формирование армии (профессиональной и наёмной);
- наблюдение за реестровыми казаками и их атаманами, избранными гетманами на двухлетний срок;
- назначение и повышение в чине офицеров;
- выбор мест для постоя войск (что могло стать очень тяжёлым для городов или знати, нелюбимых гетманом);
- контроль за армейскими финансами (включая солдатское жалование);
- полный контроль над военным правосудием (с правом смертной казни во время войны; гетманы также могли устанавливать армейские законы и уставы (так называемые гетманские статьи);
- от гетманов требовалось принимать жалобы гражданского населения и возмещать убытки, нанесённые войсками;
- гетманы имели право самостоятельно, без оглядки на правительство, отправлять посланников в Османскую империю и к её вассалам: Молдавии, Валахии, Крымскому ханству. Столица (Краков, а позже Варшава) находилась далеко, а ситуация на южных границах Речи Посполитой менялась очень быстро.

Гетман не командовал силами королевского двора, королевской гвардией и войсками, созданными городами или частными лицами. Тем не менее, во время войны такие части нередко добровольно обязывались подчиняться гетману. Кроме того, гетман не контролировал морские силы Речи Посполитой, впрочем, не игравшие большой роли. Гетманы обычно не могли прямо контролировать сбор посполитого рушения (шляхетского ополчения), но они могли отдавать приказы начальнику соответствующей службы.
Великие гетманы обычно командовали профессиональной и мобилизованной армией, а во время мира оставались в столице, принимая участие в политической борьбе, отстаивая интересы армии и готовясь к будущим кампаниям. Польные гетманы подчинялись великим гетманам, а в битвах командовали наёмниками и артиллерией. Во время мира они обычно находились на восточных и южных границах Речи Посполитой, командуя местными силами и отражая постоянные набеги войск Османской империи и её вассалов.
Несмотря на то, что гетманы входили в число высших должностных лиц Речи Посполитой, они не входили в состав Сената Речи Посполитой. Впрочем, гетманы обычно добивались участия на Сейме другими способами, например, став воеводами, кастелянами или депутатами (представителями местной шляхты, избранными на сеймиках).
В 1776 году права гетманов были ограничены созданием военного департамента Постоянного совета. Гетманские титулы просуществовали до самого конца Речи Посполитой и были отменены лишь в 1795 году при её третьем разделе.

## Штаб
В штаб гетмана входили:
- Польный писарь (пол. Pisarz Polny) — заведовал архивами, судопроизводством, финансами, снаряжением и выплатой солдатского жалованья
- Стражник (пол. Strażnik) — отвечал за охрану и безопасность, курировал разведку в лагере и на марше, командовал передовыми частями. В случае, если при войске находились оба гетмана, Польный гетман назначался великим стражником (Strażnik Wielki).
- Обозный (пол. Oboźny) — заведовал обозом, отвечал за организацию лагеря и транспорта. Выбирал место для стоянки армии, обеспечивал снабжение и безопасность внутри лагеря.
- Шпитальный (пол. Szpitalny) — заведовал медслужбой.
- Профос (пол. Profos) — заведовал военным судом.
- Брабанмайстер (пол. Brabanmajster) — отвечал за службу тыла.

После 1635 года королём и великим князем Владиславом IV было создано несколько новых должностей, получивших обязанности, ранее выполнявшиеся гетманами. В случае, если гетман погиб или попал в плен, функции гетмана исполнял региментарь (пол. Regimentarz), назначаемый королём (обычно региментарем назначался командир ополчения).